# ناوشهر
ناوشهر هي بلدة في مقاطعة أنغور في ولاية صرخنداريا في أوزبكستان.